# Schijnvrucht
Men spreekt van een schijnvrucht, als naast het vruchtbeginsel en de zaadknop ook andere plantendelen meedoen aan de vorming van de vrucht. 

## Bouw
De plant vormt zo op het oog een vrucht (in de zin van fruit), maar bij nadere bestudering blijkt het geen echte vrucht te zijn. 'Echte' vruchten ontstaan uit vruchtbeginsels nadat de bevruchting heeft plaatsgevonden.
De schijnvrucht bestaat niet alleen uit de vruchtwand met zaden, maar ook uit andere plantendelen. Dat kunnen zijn: de bloembodem, de kelkblaadjes of de bloeistengel.

## Voorbeelden
Voorbeelden van schijnvruchten zijn aardbei, appel, peer, vijg, ananas, rozenbottel, cashewappel, beukennootje, tamme kastanje en eikel.
De ananas is een grote samengestelde schijnvrucht. Binnenin zit de verdikte, vlezige, vezelige bloeistengel. Het vruchtvlees ligt hier omheen en bestaat uit meerdere met elkaar vergroeide bessen en met de onderste delen van de schutbladen. Het buitenste gedeelte van de ananas bestaat uit de kelk-, de bloemkroon, het bovenste gedeelte van het vruchtbeginsel en de bruine, vliezige toppen van de schutbladen.

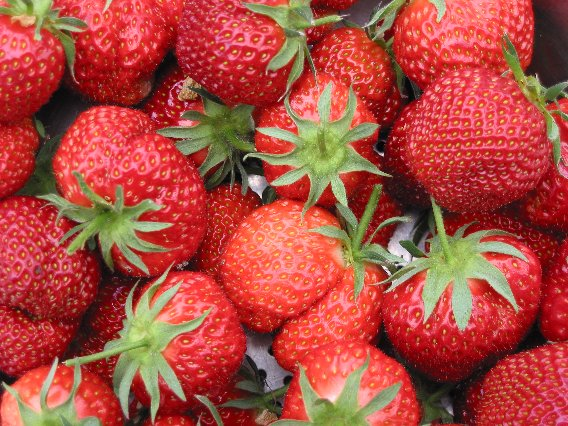
Aardbeien uit opgezwollen bloembodem
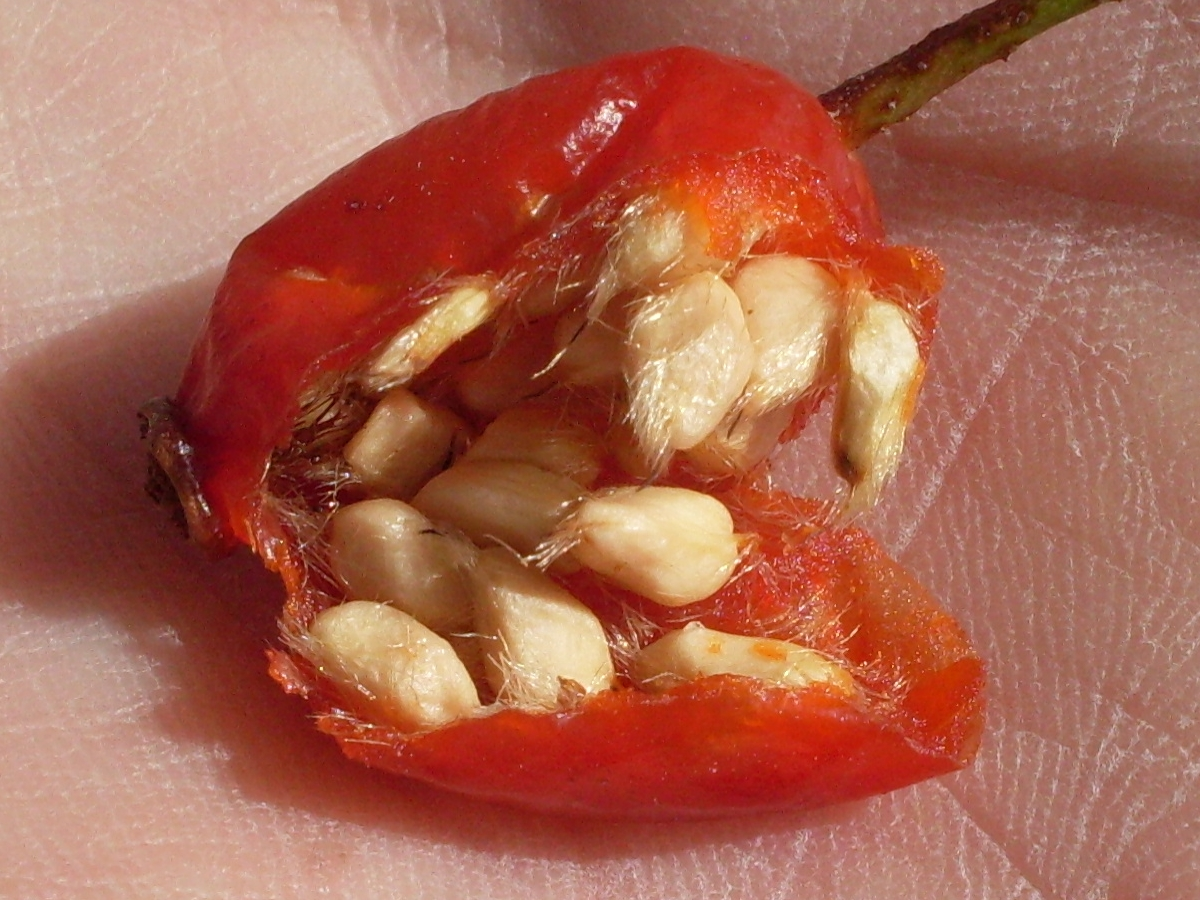
Rozenbottel met holle bloembodem en nootjesachtige vruchten
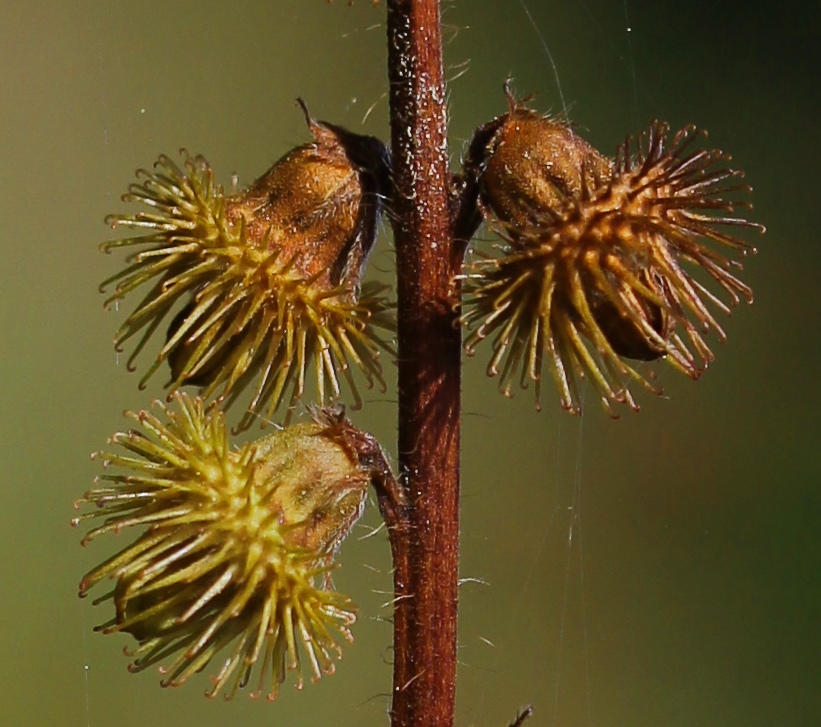
Schijnvrucht uit kelkbuis van welriekende agrimonie

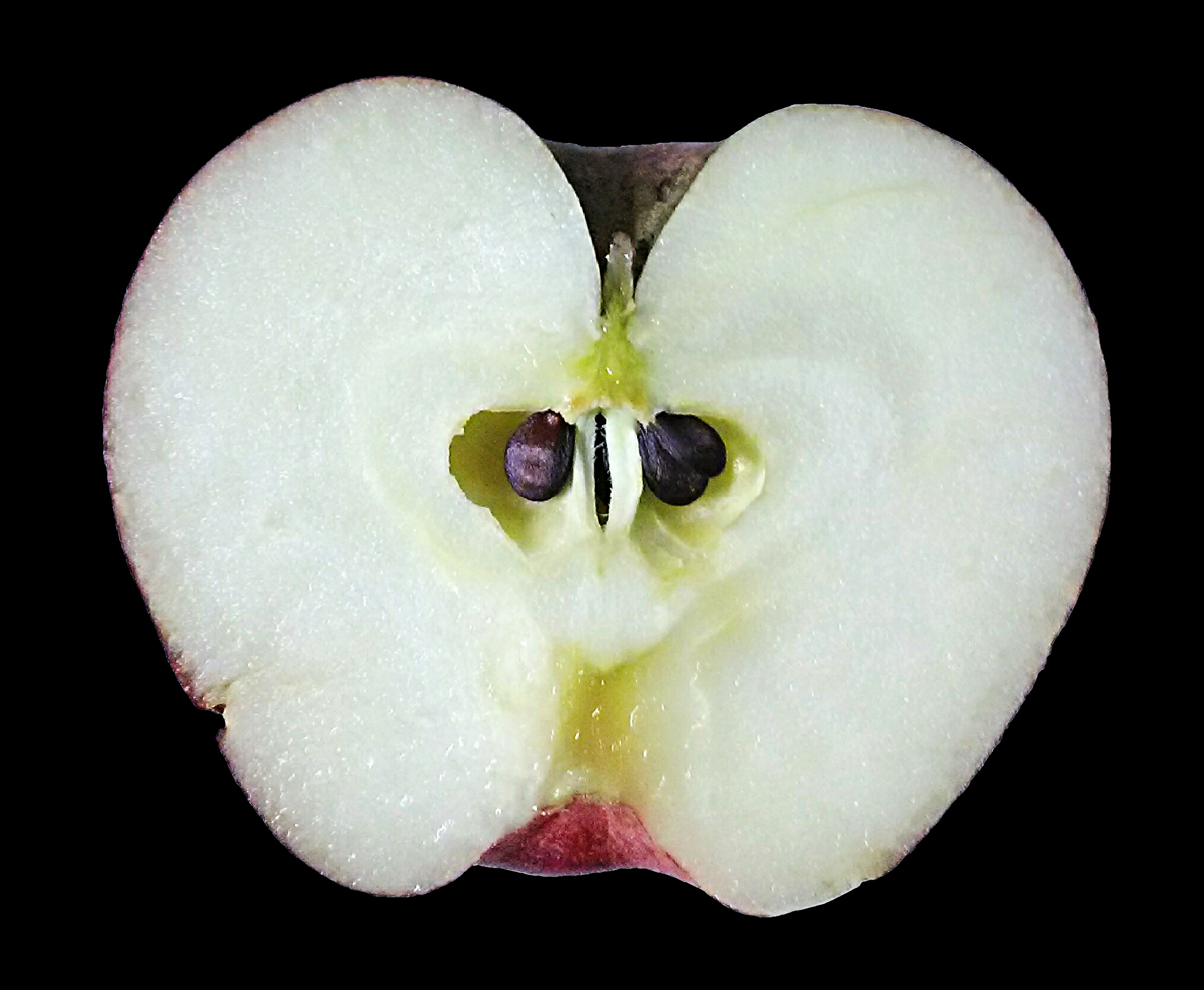
Appel overlangse doorsnede
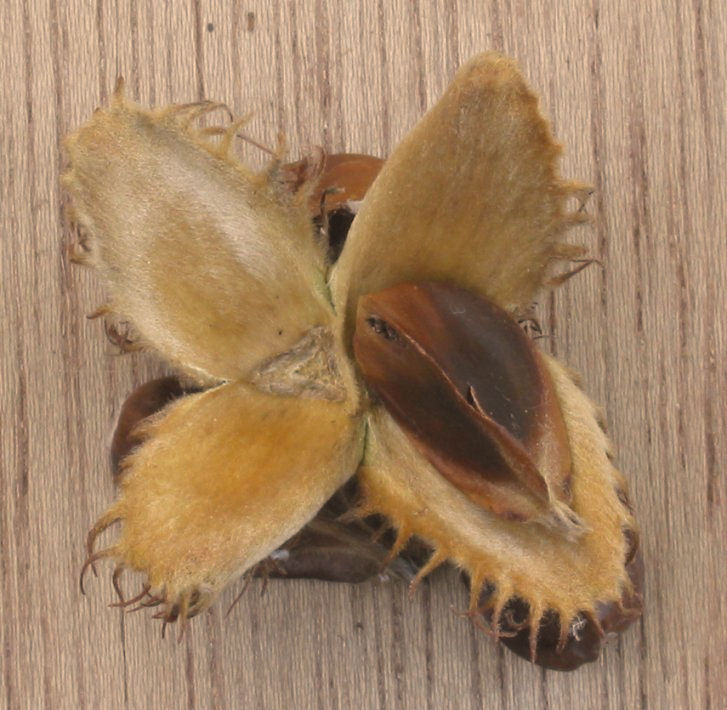
Beukennootje met het napje gevormd uit de vruchtbladen en de schutbladen
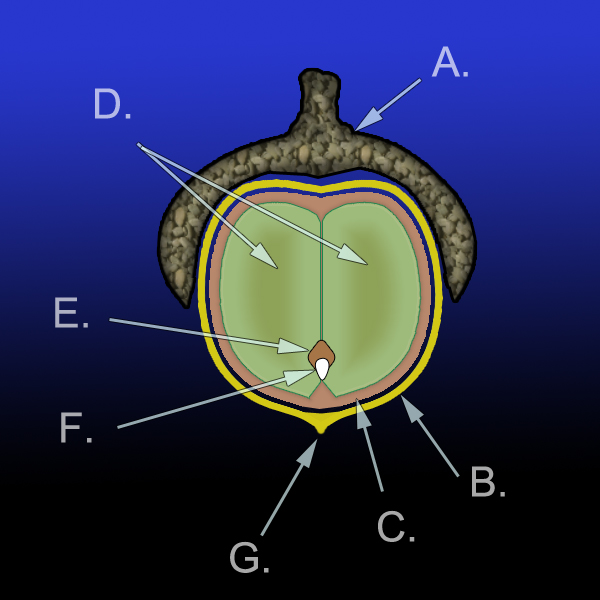
Diagram van de eikel: A.) Napje B.) Pericarp (vruchtwand) C.) Zaadhuid D.) Kiemlobben (2) E.) Pluimpje F.) Worteltje G.) Overblijfsels van de stijl. D., E., en F. vormen het embryo.

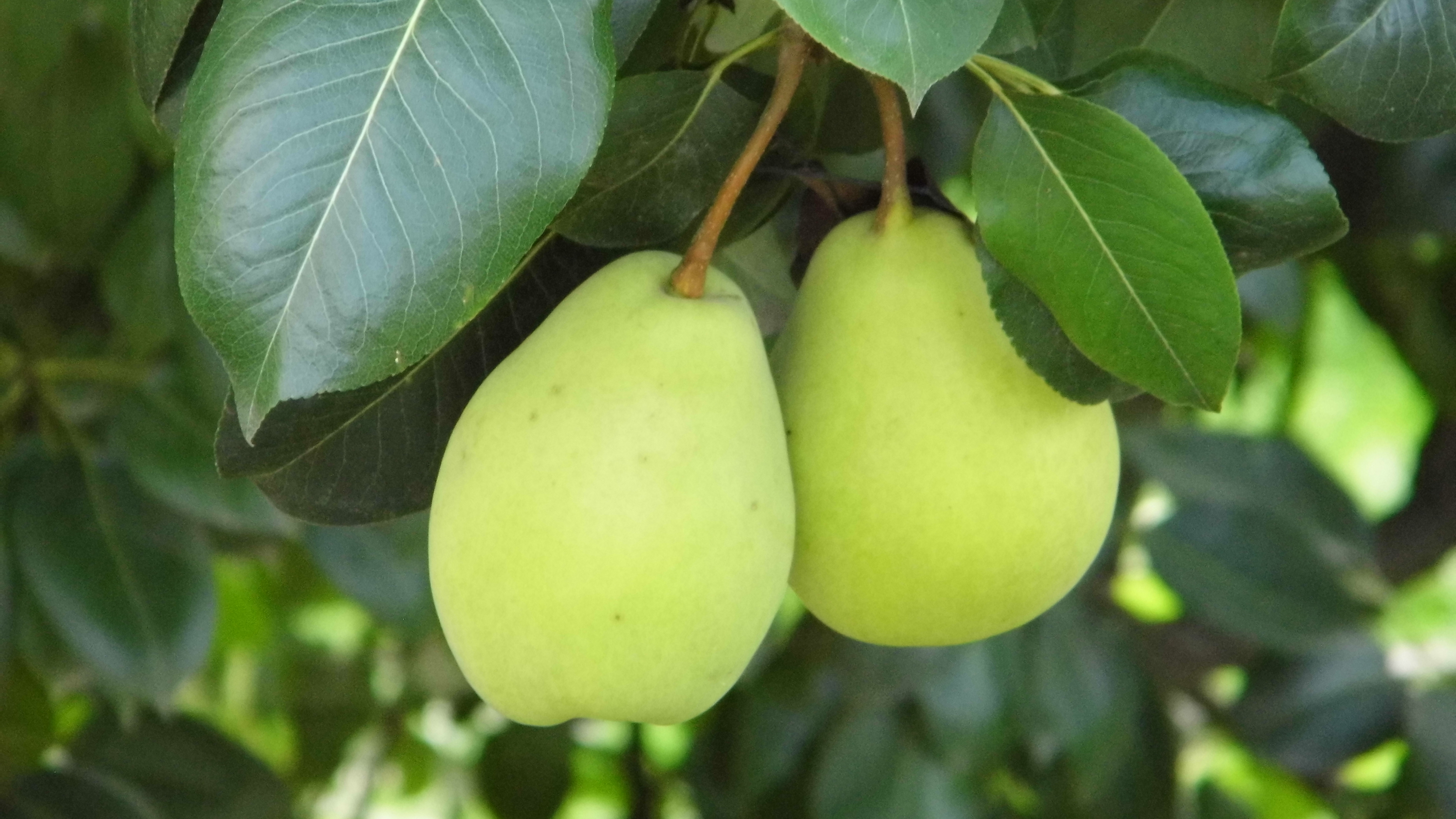
Peren aan de boom
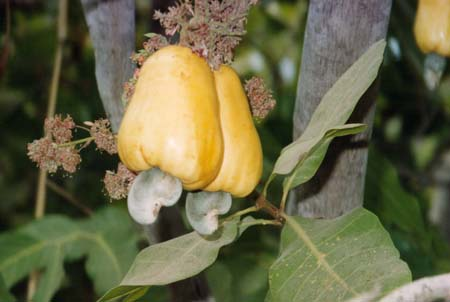
De opgezwollen vruchtsteel met daaronder de eigenlijke vrucht, met daarin de cashewnoot
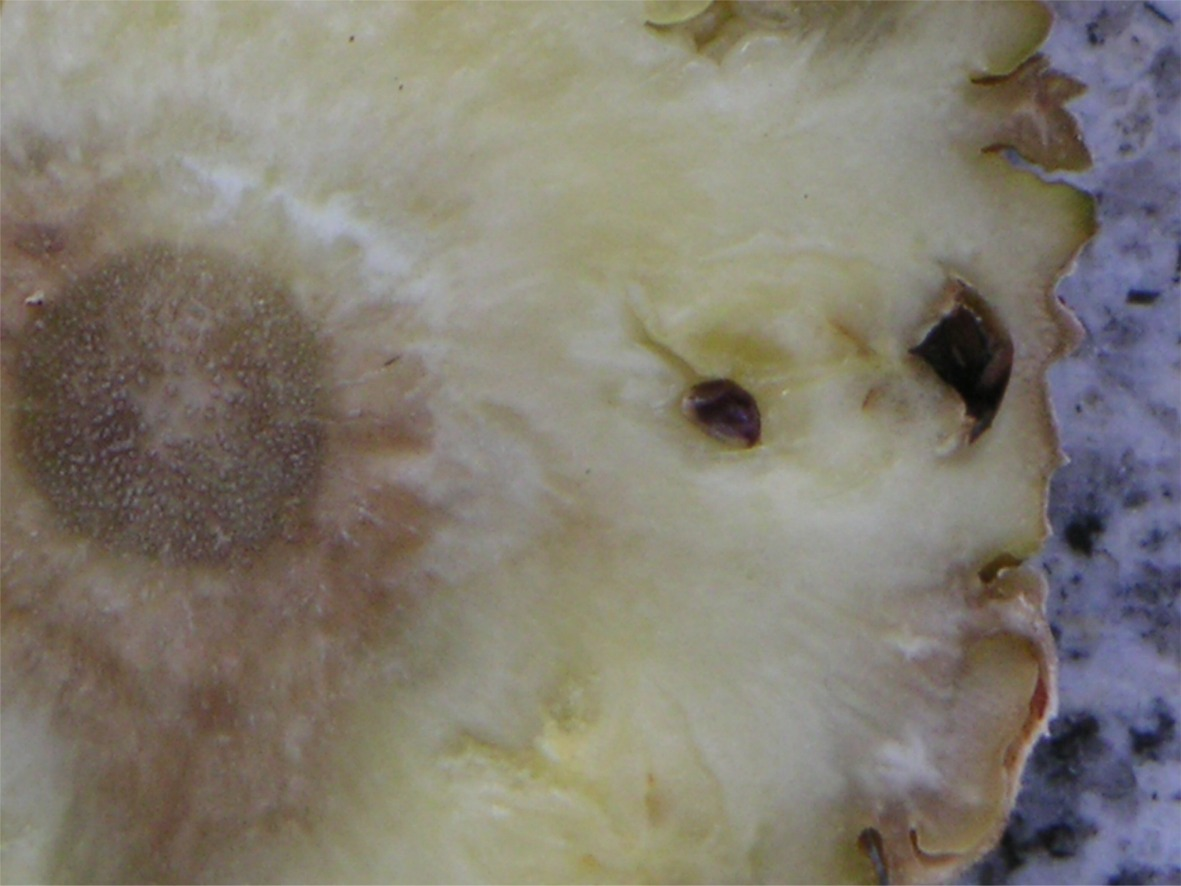
Dwarsdoorsnede ananas met vlezige bloeistengel